# Pirovac
Pirovac (olaszul: Slosella) falu és község Horvátországban Šibenik-Knin megyében.

## Fekvése
Šibenik központjától légvonalban 20, közúton 25 km-re északnyugatra, Dalmácia középső részén, a Pirovaci-öböl partján fekszik. Közigazgatásilag Kašić és Putičanje települések tartoznak hozzá.

## Története
A községhez tartozó Sveti Stjepan-szigeten már a római korban lakott település volt. Pirovac területe a középkorban a Šubić család birtoka, majd később a šibeniki püspökség és šibeniki nemesek tulajdonába került. Szép fekvése miatt Pirovac már ebben az időben a gazdagabb családok kedvelt nyári tartózkodási helye volt. Első írásos említése a šibeniki püspökség alapításakor végzett összeírásban 1298-ban történt. A 15. század elején Dalmácia többi részével együtt a Velencei Köztársaság birtoka lett. Fejlődése összefügg az Oszmán Birodalom balkáni előretörésével. 1463-ban a török elfoglalta Boszniát és az elfoglalt területekről sok menekült érkezett. A dinamikus fejlődésről számos történeti emlék tanúskodik. Az akkori településközpontban, amely akkor egy kis szigeten állt vár és védőfalak épültek. 1506-ban felépült a gótikus plébániatemplom, a plébániaház, valamint számos lakóház. 1511-ben a közeli Sveti Stjepan-szigeten, melyet ma Sustipanacnak neveznek, de a helyiek egykor Mojstarnak is hívtak felépítették a ferences kolostort. (A szigeten még a kora középkorban ahogy Alberto Fortis is írja “Viaggio in Dalmazia” című művében egy bencés kolostor állt.) A ferences harmadrendi kolostor egészen a francia megszállásig, a 19. század elejéig működött. Érdekesség, hogy a hagyomány szerint a települést egy időben Zloselonak is nevezték. A gonosz falu elnevezést azzal érdemelte ki, hogy a legenda szerint lakói a török ellen úgy védekeztek, hogy a falakról olajjal öntötték le őket. Egy másik legenda szerint a várnak bátor és ravasz védői voltak, akik különös hősiességgel védték otthonaikat. Amikor látták, hogy már csak kevesen maradtak és a töröknek nem állhatnak ellen néhányan lopva kiosontak a várból és orvul megölték a török sereg vezérét. Ezt látva a török sereg megfutamodott ezt kiáltozva: „Gonosz falu, gonosz emberek!”  Erről aztán később egy dal is született a nép ajkán. Valójában a török kétszer is elfoglalta a települést, melynek lakói a közeli Murter-szigetre menekültek, de velencei hatóságok rendeletére mindkétszer visszatértek régi lakóhelyükre. A vár a török Dalmáciából való kiűzéséig, a 17. század végéig  töltötte be szerepét. Védői között nemcsak helyiek, hanem velenceiek és görög származású zsoldosok is voltak. A védőfalakon belül egészen az I. világháború végéig állattartó emberek éltek, majd a múlt század közepén már az állatokat nem engedték itt tartani, hanem ezzel egyidejűleg megkezdték a lakóházak építését. Ezzel kezdődött meg Pivovac legújabb kori története. 1797-ben a Velencei Köztársaság megszűnésével a település Habsburg Birodalom része lett. 1806-ban Napóleon csapatai foglalták el és 1813-ig francia uralom alatt állt. Napóleon bukása után ismét Habsburg uralom következett, mely az első világháború végéig tartott. A településnek 1857-ben 784, 1910-ben 1348 lakosa volt. Az I. világháború után rövid ideig az Olasz Királyság, ezután a Szerb-Horvát-Szlovén Királyság, majd Jugoszlávia része lett. Lakossága 2011-ben 1704 fő volt.

## Lakosság
| Lakosság változása | Lakosság változása | Lakosság változása | Lakosság változása | Lakosság változása | Lakosság változása | Lakosság változása | Lakosság változása | Lakosság változása | Lakosság változása | Lakosság változása | Lakosság változása | Lakosság változása | Lakosság változása | Lakosság változása | Lakosság változása |
| ------------------ | ------------------ | ------------------ | ------------------ | ------------------ | ------------------ | ------------------ | ------------------ | ------------------ | ------------------ | ------------------ | ------------------ | ------------------ | ------------------ | ------------------ | ------------------ |
| 1857               | 1869               | 1880               | 1890               | 1900               | 1910               | 1921               | 1931               | 1948               | 1953               | 1961               | 1971               | 1981               | 1991               | 2001               | 2011               |
| 784                | 823                | 820                | 1.030              | 1.210              | 1.348              | 1.615              | 1.703              | 1.644              | 1.675              | 1.570              | 1.556              | 1.480              | 1.513              | 1.608              | 1.704              |

## Nevezetességei
- Pirovac egykori védőfalainak, melyek a 16. század elején épültek és négy oldalról védték az akkori települést csak az északi oldalon láthatók maradványai.[5] A várkaput, mely kitűnt erősségével és szépségével és amelyhez felvonóhíd vezetett, melyet éjszakánként felhúztak a többi védőfallal együtt 1884-ben lebontották.[6]
- A Kármelhegyi boldogasszony tiszteletére szentelt plébániatemplom[7] 1506-ban épült. 1832-ben megújították és átépítették.[6] Egyhajós, keleti-nyugati tájolású épület, félköríves apszissal. A főhomlokzat közepén található a négyszögletes, profilozott kapuzat, felette architrávval. Az architráv gótikus „Angyali üdvözlet” szobrát Bonina da Milano mester készítette.
- A régi pirovaci temetőben álló Szent György templom[8] amint azt az oldalbejárat feletti glagolita felirat is jelzi 1495-ben épült. Építtetője az akkori leghatalmasabb pirovaci család a Draganić-Vrančić család volt. A templomban egy 1447-ből származó domborműves szarkofág található, amely a šibeniki Andrija Budičić és a velencei Lorenzo Pincino a šibeniki katedrális építőinek a munkája.[6]
- A Pirovac központjában található Draganić-ház a 18. században épült a késő barokk stílusban. A Draganić család a település egyik legjelentősebb családja volt, amely 16. század elején megalapította és megerősítette települést. Az épület földszintből és két emeletből áll. Kőből épült, és csak a nagy, reprezentatív keleti homlokzatot vakolták.[9]
- A Sveti Stjepan, vagy más néven Sustipanac-szigeten 16. századi ferences kolostor maradványai találhatók. A kolostort szigeten vásárolt birtokán a pirovaci nemes Petar Draganić építtette 1510-ben, hogy szerzetesei ellássák Pirovac lakóinak lelki gondozását.[6] A kolostor a 19. század elejéig működött, ekkor elhagyták és azóta rom.
- A Pirovaci-öböl bővelkedik szép öblökben és strandokban. A település fő strandja a Lolić már évek óta viseli büszkén a „Kék zászló” kitüntetést, melyet csak a legtisztább és legrendezettebb strandok kaphatnak meg az országban. A jól felszerelt, homokos strand egy sétálóutcáról érhető el, ahonnan a forgalom ki van tiltva, Különösen alkalmas a gyerekes családok és a fogyatékkal élők számára. A Lolićon kívül említésre méltó még a Starine és a Miran szálloda strandja. Aki a rejtett kis öblöket szereti az elsétálhat a néhány kilométerre fekvő Prosika-öbölbe, vagy hajót bérelhet és el kirándulhat a Sustipanac-szigetre. A Pirovaci-öböl déli leágazásában a Makirina-öbölben gyógyiszapos fürdőhely is található. A gyógyiszap összetétele, minősége és mennyisége meghaladja az összes hasonló ismert helyét az országban.[10]
- Babin školj régészeti lelőhelye[11] a Vranai-tó szélső délkeleti részén, az azonos nevű félszigeten található. A félszigetet egy két csúcsú domb alkotja. Az északi csúcs 37,7 m-es, a déli pedig 53 m-es magasságú. A leletek alapján itt őskori, késő ókori és késő középkori erődített település állt. A félsziget területén számos épületmaradvány, sáncok, lakóépületek és tumulusok maradványai találhatók. A legnagyobb számban az őskorból származó régészeti emlékek vannak. A délkeleti részen, ahol a félsziget összekapcsolódik a szárazfölddel, kettős sánc található két párhuzamos, szárazon rakott kőfal formájában, amelyek egyik partról a másikra húzódnak, és amelyek a félsziget legjelentősebb régészeti emlékét képviselik. A belső sánc hossza körülbelül 300 m, a külső része pedig kb. 260 m. A mai félszigethez vezető bekötőút a déli részén keresztezi a sáncokat. Található itt egy őskori szárazon rakott kősánc is, amely teljesen körülveszi a domb északi csúcsát. A domb déli csúcsának területén lévő tumulus szintén az őskorhoz tartozik. Az összes említett lelet a bronz és a vaskorra datálható. A késő ókor és a késő középkor időszakát egy sánc képviseli, amely a két őskorihoz képest jobban behúzódik a félsziget területére.

## Gazdaság
Pirovac Primošten, Vodice és Murter mellett a Šibeniki riviéra egyik legjelentősebb turisztikai központja. Az itt élők legfontosabb bevételi forrása a turizmus. Az ide látogatóknak apartmanok és egyéb magánszállások sokasága áll rendelkezésére. Lakói a turizmus mellett főként a hagyományos halászattal és mezőgazdasággal foglalkoznak. (Legfontosabb terményeik a meggy, a maraska meggy, az olajbogyó, a szőlő és a füge.)

## Galéria
- Pirovac kikötője
- Pirovac központja
- Pirovac központja

## Fordítás
Ez a szócikk részben vagy egészben  a   Pirovac című horvát Wikipédia-szócikk ezen változatának fordításán alapul.  Az eredeti cikk szerkesztőit annak laptörténete sorolja fel. Ez a jelzés csupán a megfogalmazás eredetét és a szerzői jogokat jelzi, nem szolgál a cikkben szereplő információk forrásmegjelöléseként.